# Watersnood van La Cucca

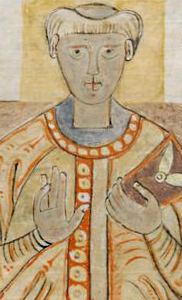
Paulus Diaconus Casinensis

De watersnood van La Cucca vond plaats in het jaar 589. De plaats La Cucca heet tegenwoordig Veronella, een plaats in de Noord-Italiaanse provincie Veneto. Het verhaal wordt verteld door Paulus Diaconus Casinensis, een Langobarden monnik in de abdij van Monte Cassino.

## Historiek
De rivier Adige trad buiten haar oevers in een meander aan het dorp Veronella. De watermassa stortte naar beneden, naar de lager gelegen stad Verona. Een deel van de stadsmuren en huizen stortte in. Duizenden mensen en dieren verloren het leven. Het water stroomde tot aan de hoogste vensters – usque ad superiores fenestras -  volgens Paulus Diaconus. Volgens hem ging de overstroming in Verona gepaard met andere natuurfenomenen in Noord-Italië en zelfs in de Tiber in Rome.
De rivier Adige veranderde hierdoor van bedding. Ze stroomde niet meer door de stad Este; er is overigens een etymologische verwantschap tussen de Latijnse naam van Adige en van Este: Ateste. De Adige stroomde voortaan naar het zuiden, door Legnago. De rivier Tartaro stroomde voortaan in een moerasgebied. De breuk in de meander bij Veronella betekende een hertekening van de rivieren in de Po-vlakte. Deze meander bestaat niet meer. De gebeurtenis vond plaats toen de Po-vlakte deel uitmaakte van het exarchaat Ravenna (Byzantijnse Rijk).
De oorzaak was, meest waarschijnlijk, de zware regenval. Andere oorzaken die kunnen meegespeeld hebben, was de oorlogsvoering tussen Byzantium en de Langobarden of de extreme weersomstandigheden van 535-536 50 jaar tevoren (met name de gletsjervorming). Deze factoren blijven speculatief. Feit is wel dat de zware overstromingen bij Pinzona, in de 10e eeuw, het huidig uitzicht van de rivieren in de Po-vlakte bepaald hebben.
Later, in 1561, trok de republiek Venetië de stroom van de Adige recht nabij Chiesazza, in 1725 nabij Tornova, in 1760 in Rivoltante en in 1780 in de buurt van Boscocchiaro.